# Japan Cup 1996 (ciclismo)
La Japan Cup 1996, quinta edizione della corsa e valida come undicesimo evento per la Coppa del mondo 1996, si svolse il 27 ottobre 1996 su un percorso totale di 179,5 km. Fu vinta dallo svizzero Mauro Gianetti che terminò la gara in 4h31'01" alla media di 39,739 km/h.
Partenza con 134 ciclisti, dei quali 28 portarono a termine il percorso.

## Ordine d'arrivo (Top 10)
| Pos. | Corridore        | Squadra       | Tempo    |
| ---- | ---------------- | ------------- | -------- |
| 1    | Mauro Gianetti   | Team Polti    | 4h31'01" |
| 2    | Pascal Hervé     | Festina-Lotus | a 23"    |
| 3    | Andrea Peron     | Motorola      | a 24"    |
| 4    | Andrea Tafi      | Mapei-GB      | s.t.     |
| 5    | Davide Rebellin  | Team Polti    | s.t.     |
| 6    | Daniele Nardello | Mapei-GB      | a 32"    |
| 7    | Fabio Roscioli   | Refin         | a 1'57"  |
| 8    | Vjačeslav Ekimov | Rabobank      | a 4'40"  |
| 9    | Michel Lafis     | Deutsche Tel. | s.t.     |
| 10   | Bobby Julich     | Motorola      | s.t.     |